# Burg Lehnhaus

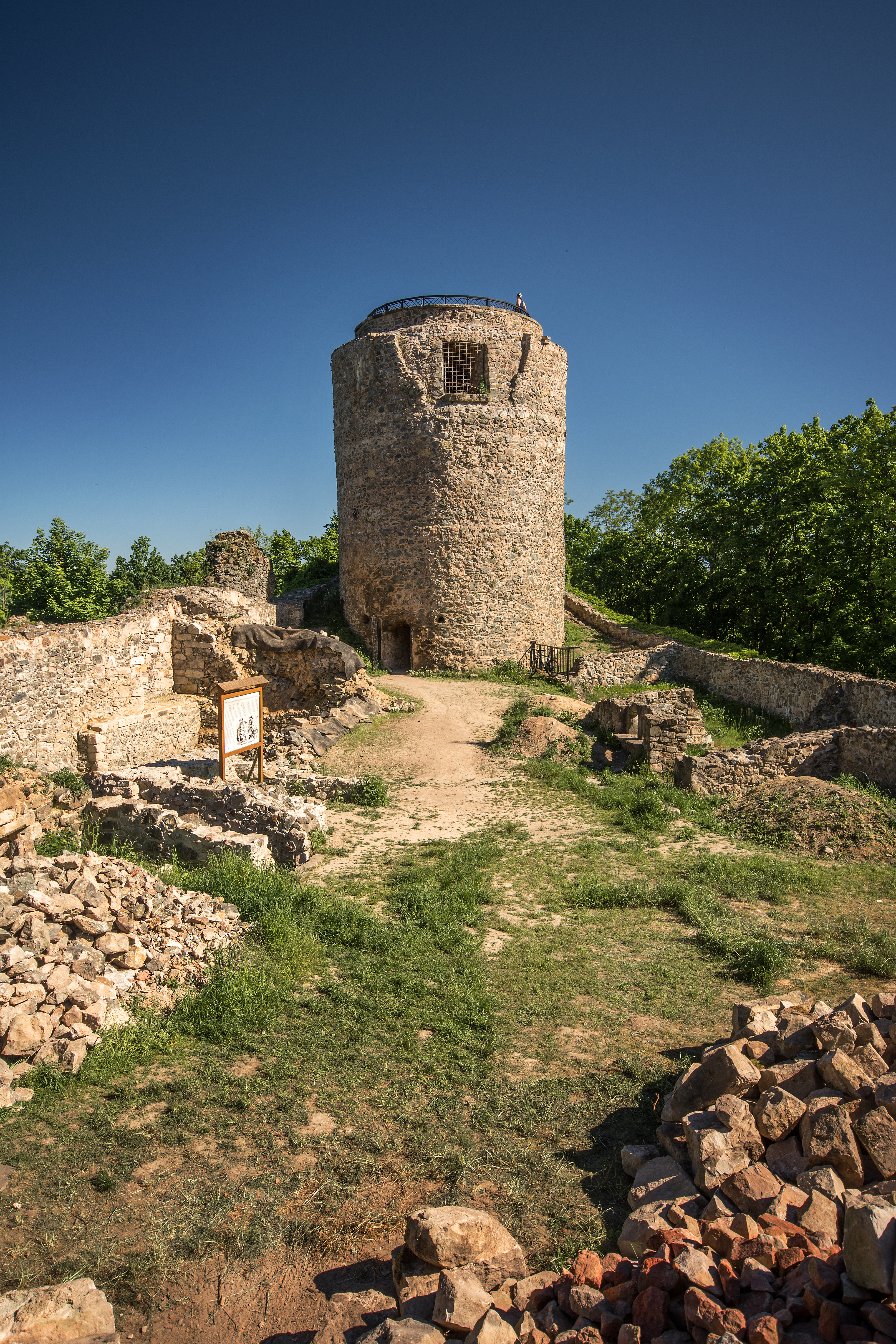
Ruine der Burg Lehnhaus

Die Burg Lehnhaus (polnisch Zamek Wleński Gródek) liegt oberhalb von Wleń (deutsch Lähn) im Powiat Lwówecki (Kreis Löwenberg) in der Woiwodschaft Niederschlesien in Polen. Sie liegt am linken Ufer des Bober auf einer Basaltanhöhe westlich von Wleń.

## Geschichte
Die Burg wurde vermutlich im 11. Jahrhundert zur Sicherung der Westgrenze des Herzogtum Schlesien gegenüber der Oberlausitz und Böhmen gegründet. Erstmals erwähnt wurde sie 1155 als Sitz der Kastellanei «Valan» in einer Bulle des Papstes Hadrian IV. für das Bistum Breslau. In der damals bereits bestehenden Vorburgsiedlung »ante castrum Len« hatte der Breslauer Bischof Walter vor 1155 eine Marienkirche geweiht.
Durch die deutschrechtliche Besiedlung des Löwenberger Weichbildes in der ersten Hälfte des 13. Jahrhunderts durch Herzog Heinrich I. hatte die Burg einen Teil ihres Kastellaneibezirkes eingebüßt. 1256 wurden Bischof Thomas I. und 1277 Herzog Heinrich IV. auf der Burg gefangen gehalten. In der zweiten Hälfte des 13. Jahrhunderts war die Burg Sitz eines Landvogt sdes Weichbilds Lähn.
Seit dem 14. Jahrhundert wurde die Burg an adelige Familien verpfändet, zuerst ab 1372 durch die Herzoginwitwe Agnes. Zunächst kam es ab 1372 an die von Zedlitz, von denen es 1377 die von Kolditz erwarben. Ab 1391 bis etwa 1460 folgten die von Redern, welche die Burg 1428 gegen die Taboriten verteidigen mussten. Die Salzmärkte zu Lähn und Schönau brachten der Familie bedeutende Zinsgefälle. Hans und Bernhard von Redern kauften 1452 auch die Landvogtei Lähn von Thymo und George von Seydlitz auf Langenau. 1465–1512 waren dann die von Zedlitz-Rochlitz Pfandherren von Burg und Herrschaft, darunter Hans von Zedlitz. Während der Regentschaft des böhmischen Gegenkönigs Matthias Corvinus (1469–1490) war die Burg Lehnhaus ein Zentrum des gegen ihn eingestellten Adels sowie adliger Raubritter gegen die Städter.
1530–1536 war die Burg im Besitz der Hohberg, denen bis 1556 nochmals die von Zedlitz folgten. 1556–1567 war die Burg im Besitz derer von Schaffgotsch. Ab 1567 war die Burg in Besitz von Sebastian von Zedlitz-Neukirch, der die Burg 1570 im Stil der Renaissance umbauen ließ. 1581–1598 war die Burg nochmals im Besitz der von Schaffgotsch. Sie mussten wegen Überschuldung den Besitz an Konrad von Zedlitz-Wiesenthal abtreten, der ihn 1605 als erbliches Lehen erwarb.

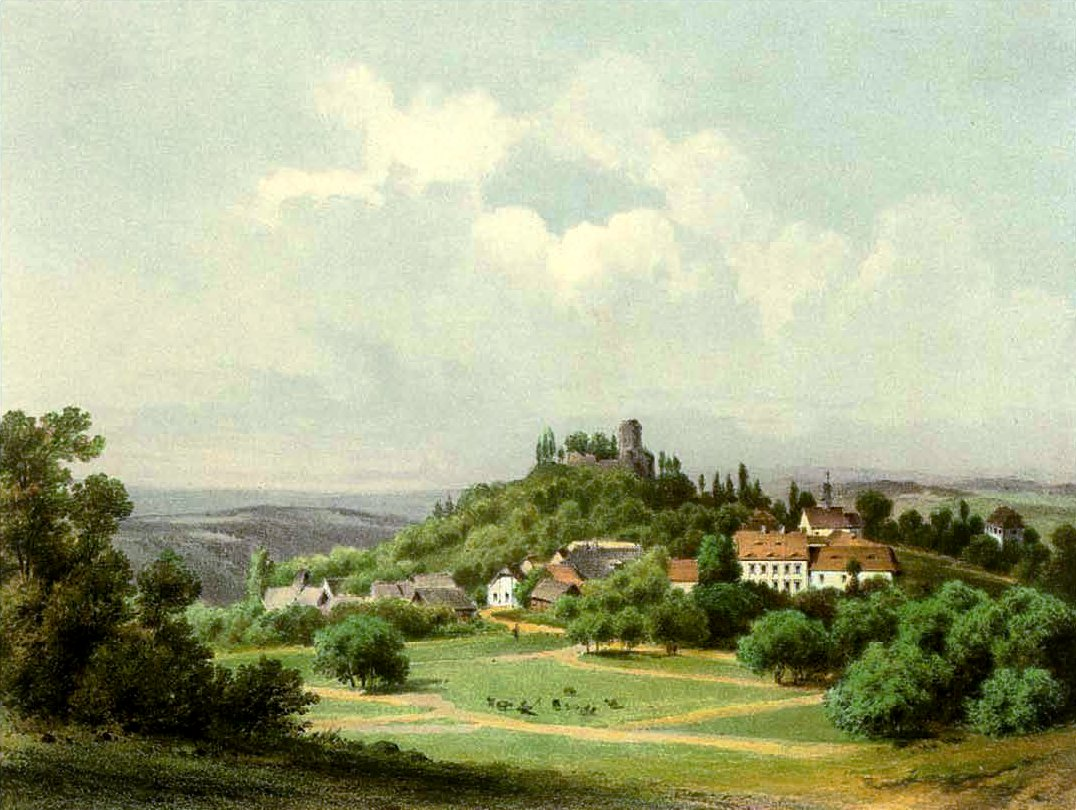
Lähn und die Burgruine Lehnhaus im 19. Jahrhundert

Auf Einladung des Burgherrn kam am 7. Mai 1574 der lutherische Theologe Matthias Flacius auf die Burg, der sich für die Einberufung einer Synode einsetzte. Es kam jedoch nur zu einem Streitgespräch mit schlesischen Pastoren über „Die Erbsünde und den freien Willen des Menschen nach dem Sündenfall“, das auf der Burg Langenau fortgesetzt wurde.
Im Dreißigjährigen Krieg konnte die Burg von den Kaiserlichen gehalten werden. Am 6. Dezember 1645 wurde sie von den Schweden erobert. Deshalb wurde sie 1646 auf Befehl des kaiserlichen Feldherrn Raimondo Montecuccoli zerstört und nicht wieder aufgebaut. 1653 erwarb der französische Oberst Adam von Koulhas die nicht mehr bewohnbare Burg. Er erbaute unterhalb der Burgruine 1656 das Schloss Lehnhaus.
Erst im 19. Jahrhundert wurde die Burgruine als Ausflugsziel wiederentdeckt und gesichert. Nach dem Übergang Schlesiens an Polen infolge des Zweiten Weltkriegs 1945 wurde die Burg unter Denkmalschutz gestellt.

## Bauwerk
Der Zugang zur Burg erfolgte ursprünglich über einen südöstlichen Zwinger, über den man nördlich die Vorburg erreichte. Von dieser war ein Zugang im Osten der Oberburg erreichbar. Heute gelangt man durch eine ehemalige Schlupfpforte in den Innenhof der Oberburg. In der Oberburg befanden sich im Westen Wohnbauten, im Osten der Palas, im Süden der Bergfried. Nach einem Bergsturz 2005 wurde die Burg wieder saniert.

## Weblinks

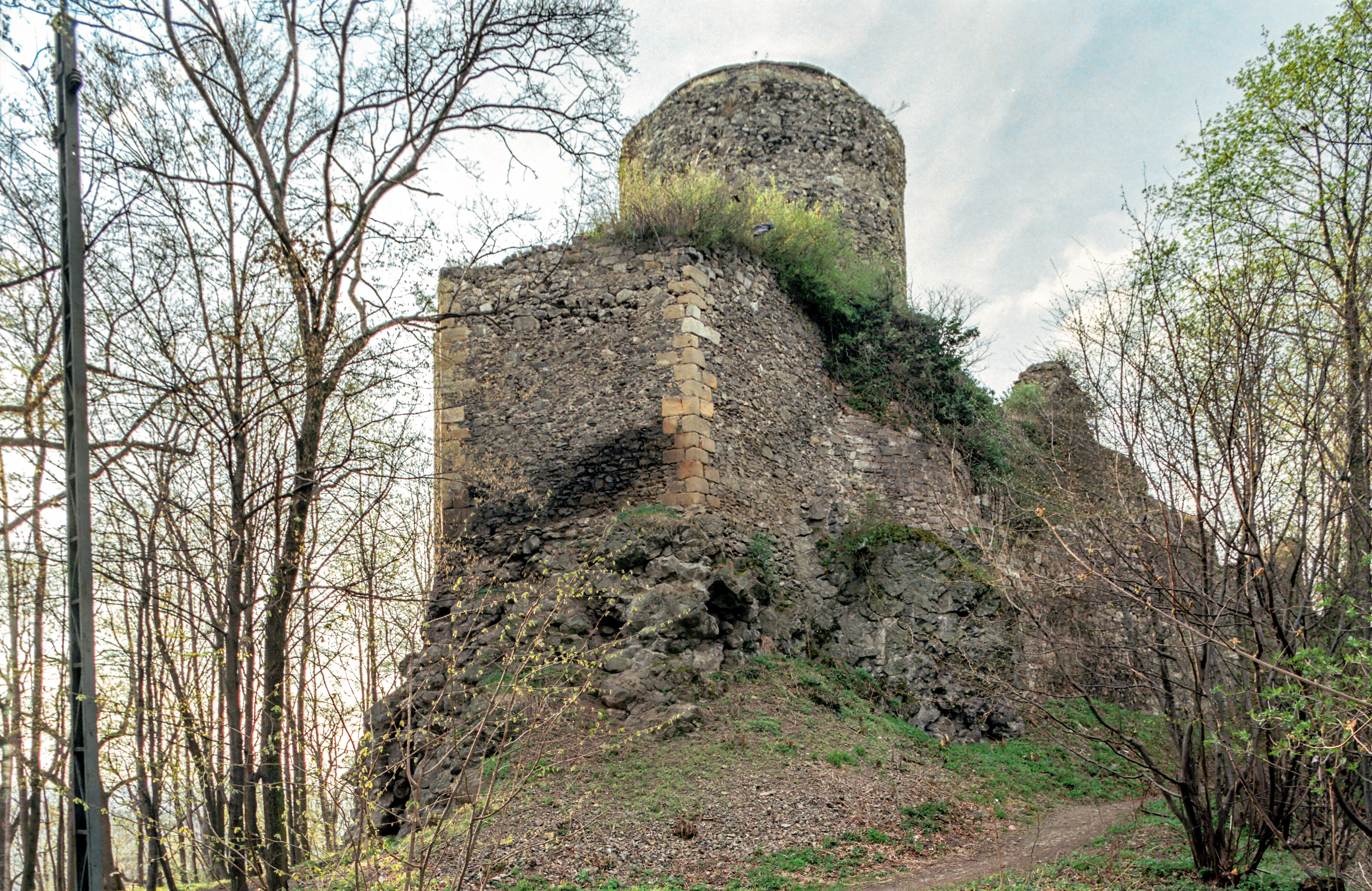
Hexagonaler Turm
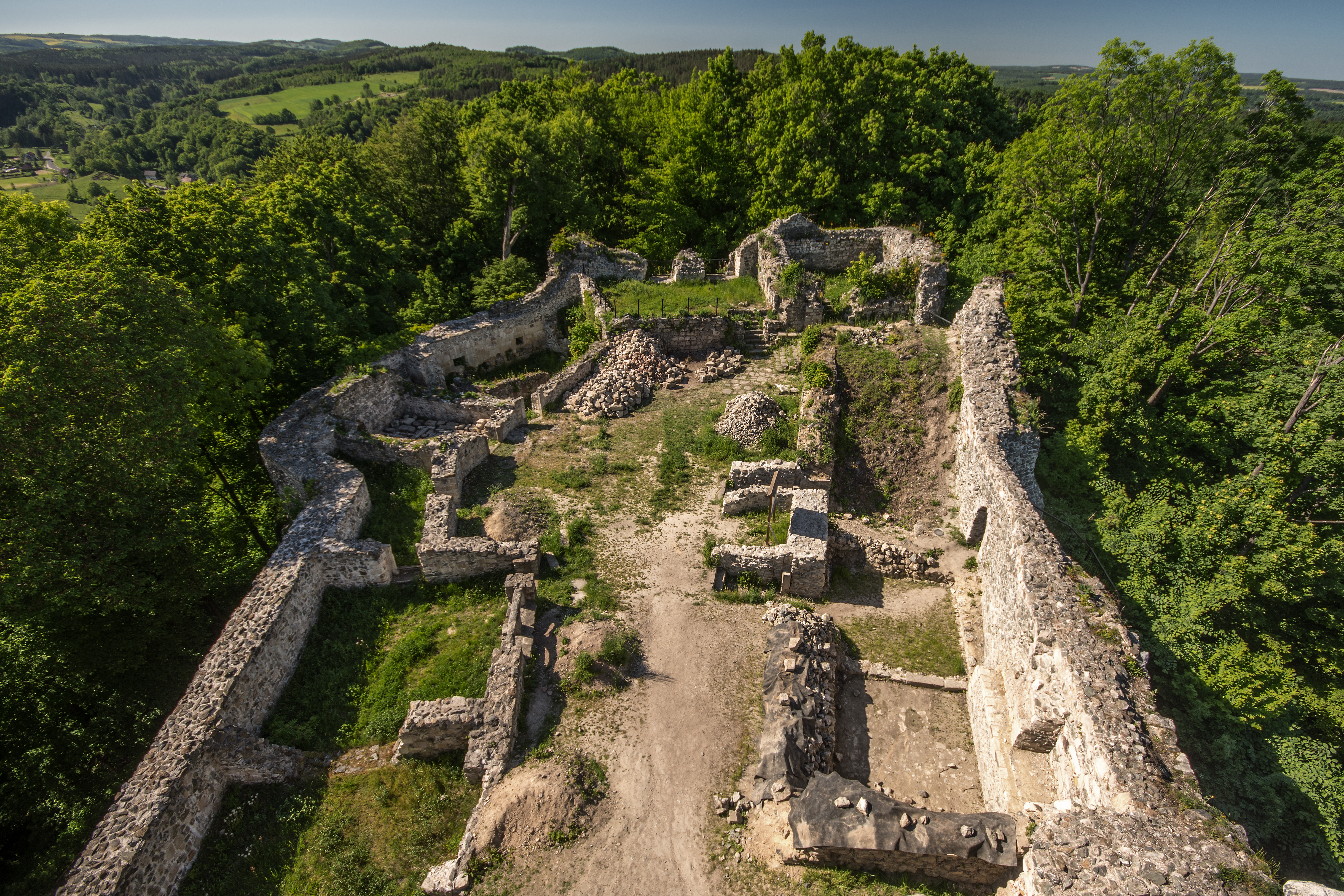
Blick auf die Burg vom Turm aus. Rechts der Eingang, links die Überreste von Gebäuden
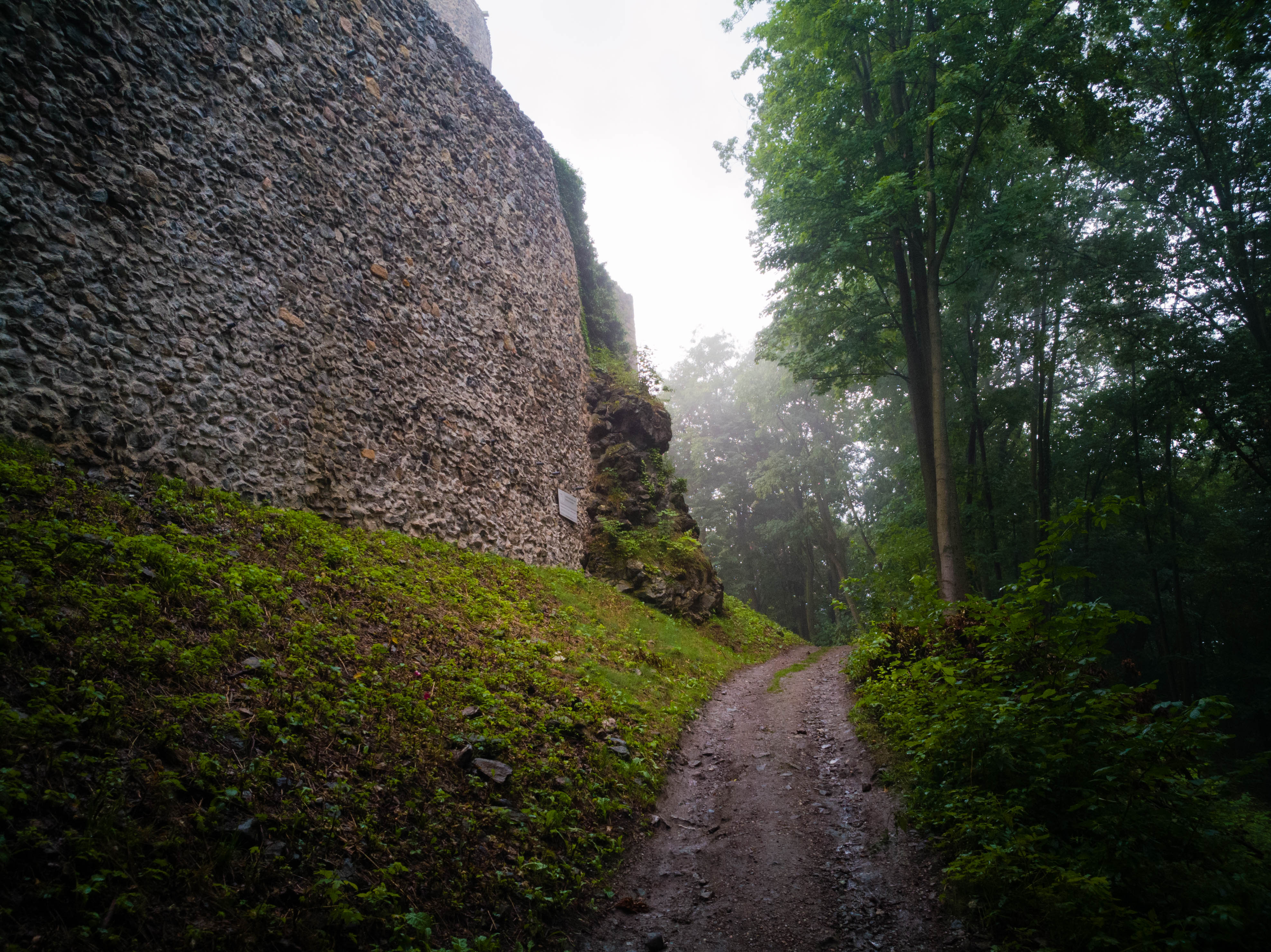
Burgmauer
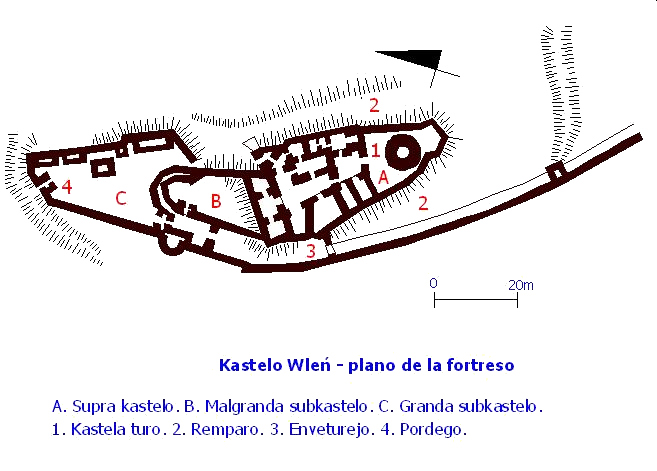
Plan der Burg
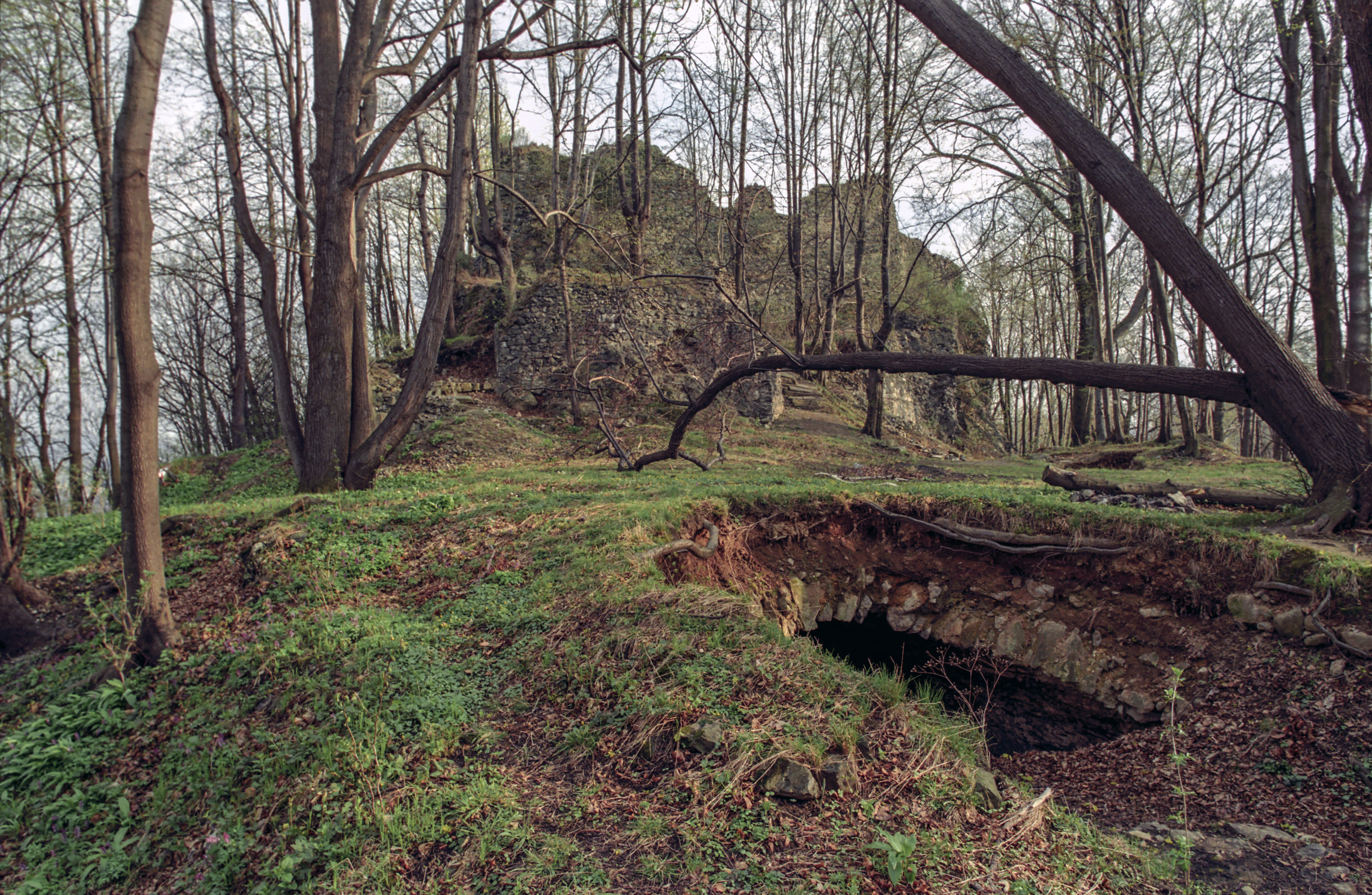
Blick von Norden
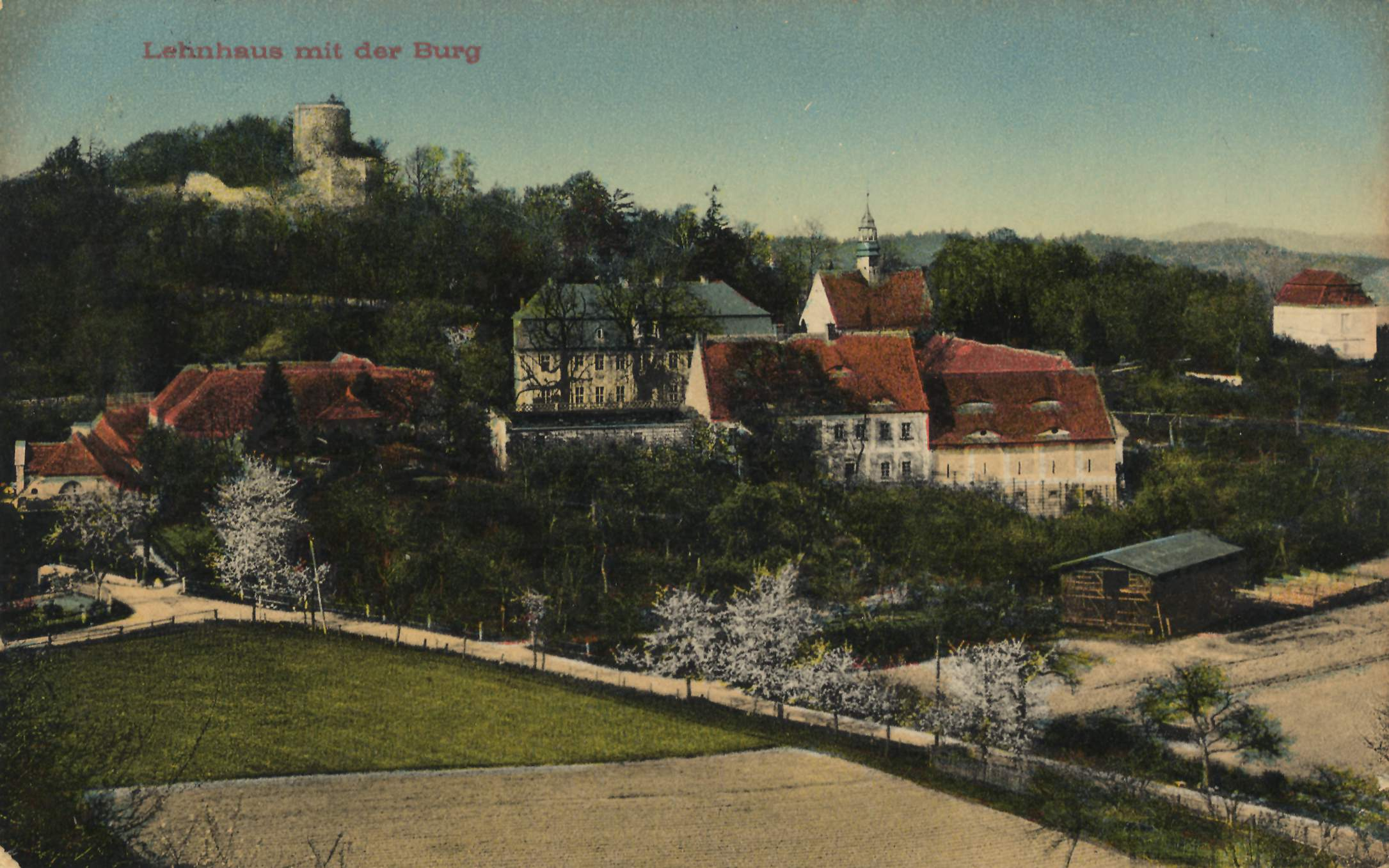
Lehnhaus, Stadtansicht mit Burg